# John Howard
John Winston Howard (Sydney, 26 juli 1939) was de 25e minister-president van Australië in de periode 1996–2007. Howard leidde 13 jaar, waarvan bijna 12 als premier, een centrumrechtse coalitie. Hij is zelf lid van de Liberal Party of Australia.
John Howard was de op een na langst dienende minister-president van Australië.

## Vroege politieke loopbaan
John Howard groeide op in Sydney en studeerde rechten aan de Universiteit van Sydney om vervolgens advocaat te worden. In 1957 werd hij lid van de Liberal Party of Australia en tussen 1962 en 1964 leidde hij de jongerenorganisatie van de partij. In 1967 deed hij voor de eerste maal een gooi naar een parlementszetel maar hij verloor de strijd van zijn tegenstander.
In 1974 werd Howard wel gekozen als lid van het Lagerhuis als vertegenwoordiger van het district Bennelong. Een jaar later werd hij minister van economische zaken en consumentenbelangen in het kabinet van minister-president Malcolm Fraser. In 1977 volgde een benoeming als treasurer (minister van financiën) waar hij zich voorstander van het monetarisme toonde.
Bij de parlementsverkiezingen van 1983 verloor de Liberale Partij van Fraser haar meerderheid en Fraser trad af als partijleider en minister-president. Howard deed een gooi naar het partijleiderschap maar werd door Andrew Peacock verslagen. Howard werd wel de tweede man in de partij. Na een volgende verkiezingsnederlaag trachtte Peacock Howard te vervangen maar een stemming in de partij had als gevolg dat niet Howard maar Peacock het veld moest ruimen waarna Howard unaniem als partijleider werd gekozen.

### Leider van de oppositie
Als leider van de oppositie nam Howard een conservatieve houding in op het gebied van sociale aangelegenheden. Zo verzette hij zich tegen het multiculturalisme en stond hij immigratiebeperkingen voor. In 1988 bracht Howard zijn One Australia beleidsplan naar buiten ter bevordering van "één land, één toekomst". Het plan hield onder meer beperking van de speciale status van aborigines en immigratiebeperkingen in.
Tegenstand vanuit zijn eigen partij leidde in 1989 tot een degradatie van Howard naar de achterbankjes in het parlement en Peacock werd wederom partijleider. Enkele verkiezingsnederlagen en partijleiders verder werd Howard in 1995 weer leider van de Liberale Partij en oppositieleider.

## Minister-presidentschap
Tijdens zijn tweede termijn als oppositieleider matigde Howard zijn standpunten enigszins en begon zijn partij in opiniepeilingen een voorsprong op te bouwen ten opzichte van de regering. Bij parlementsverkiezingen die voor 1996 waren uitgeschreven boekte Howards partij een grote overwinning en werd Howard ingezworen als minister-president van het land. In totaal zou Howard vier verkiezingszeges op rij boeken.
Howards regering beperkte de overheidsuitgaves sterk en voerde een pakket van maatregelen in die uitkeringsgerechtigde werklozen aan een baan moest helpen. Vrij snel hierna begon het staatsbudget een overschot te vertonen die voor het merendeel van Howards termijn in stand gehouden werd.
Na het bloedbad van Port Arthur voerde zijn regering strenge wapenwetten in. Het vergunningenbeleid werd naar de federale regering getrokken, en zware wapens waren voortaan verboden voor particulieren.
Howards regering voerde met name na 2001 ook strengere asielwetten in. Bij de verkiezingscampagne in 2001 zei hij: "We will decide who comes to this country and the circumstances in which they come" ("Wij bepalen wie er het land binnen komt en op welke manier")

### Buitenlands beleid

John Howard (links) tijdens een persconferentie met de Amerikaanse president George W. Bush in 2005

Op het terrein van buitenlandse zaken voerde Howard een uitgesproken pro-Amerikaanse koers. Na de Terroristische aanslagen op 11 september 2001 zegde Howard zijn steun toe aan de Amerikaanse president Bush voor diens strijd tegen terrorisme. Australië stuurde 900 militairen voor de invasie van Irak in 2003.
Dichter bij huis had Australië een belangrijk aandeel in de vredesmissies naar Oost-Timor na diens onafhankelijkheid van Indonesië.
Osama bin Laden van het terreurnetwerk al Qaida noemde Australië een "kruisvaardersnatie" en eiste de verantwoordelijkheid op voor de Bomaanslagen op Bali op 12 oktober 2002 waarbij veel Australische toeristen bij om het leven kwamen.

## Verkiezingsnederlaag 2007
Op 14 oktober 2007 kondigde premier Howard voor 24 november van dat jaar verkiezingen uit. Tijdens de aankondiging zei Howard: "Australië heeft geen nieuw leiderschap nodig, maar heeft het oude leiderschap nodig. Het heeft het juiste leiderschap nodig". Howard wilde hiermee de kiezers duidelijk maken dat het leiderschap veilig was in handen van de centrumrechtse coalitie.
Tijdens de campagne bleef de Liberal Party er op hameren dat het land in goede handen is van de liberalen. Desondanks verloor de LP de parlementsverkiezingen. De Liberale/Nationale coalitie verloor 27 zetels in het Huis van Afgevaardigden. Howard verloor bij deze verkiezingen zijn eigen zetel (Bennelong) in het Lagerhuis; hij is hiermee de tweede Australische premier die zijn eigen zetel verliest. Maxine McKew (Labor), een voormalig journaliste van de Australian Broadcasting Corporation, won zijn zetel..